# Lawrence Stager
Lawrence Stager (1943 – 29 dicembre 2017) è stato un archeologo statunitense.
Docente di Archeologia Israeliana e direttore del Museo Semitico di Harvard, presso il Dipartimento di Lingue e Civiltà del Vicino Oriente alla Harvard University, ha effettuato scavi  con la Leon Levy Expedition ad Ascalona, il grande porto filisteo, dal 1985, conosciuta come Cartagine. Stager ad Harvard  ha tenuto anche corsi di Archeologia Siro-Palestinese e Bibbia Ebraica. Prima di insegnare ad Harvard, fu professore di Archeologia Siro-Palestinese presso l'Oriental Institute e al Dipartimento di Lingue e Civiltà del Vicino Oriente alla University of Chicago.
A proposito del dibattito sulla datazione della cosiddetta "monarchia unita" di Davide e Salomone, sull'opera di consolidamento della nazione israelita come riferisce Saul, la costruzione del Tempio di Gerusalemme, durante tutto il X secolo a.C., Stager si mostrò favorevole alla datazione tradizionale, in contrasto dunque con chi riporta il periodo di maggiore splendore all'epoca di Omri e Acab.
Stager è l'autore, insieme a Philip King, di Life in Biblical Israel, Louisville, Westminster John Knox Press, 2001 (Vita quotidiana nell'Israele biblico). Fu anche membro dell'American Schools of Oriental Research (ASOR).